# سمير خلف
سمير خلف هو عالم اجتماع لبناني، ولد في 1933.